# Beita
Der Stadtbezirk Beita (chinesisch 北塔区, Pinyin Běitǎ Qū) ist ein Stadtbezirk der chinesischen Provinz Hunan, der zum Verwaltungsgebiet der bezirksfreien Stadt Shaoyang gehört. Er hat eine Fläche von 84,39 km² und zählt 107.800 Einwohner (Stand: Ende 2018).

## Administrative Gliederung
Auf Gemeindeebene setzt sich der Stadtbezirk aus zwei Straßenvierteln und drei Gemeinden zusammen. 